# Cassidulus malayanus
Cassidulus malayanus is een zee-egel uit de familie Faujasiidae.
De wetenschappelijke naam van de soort werd in 1948 gepubliceerd door Theodor Mortensen.